# Noah Tinwa

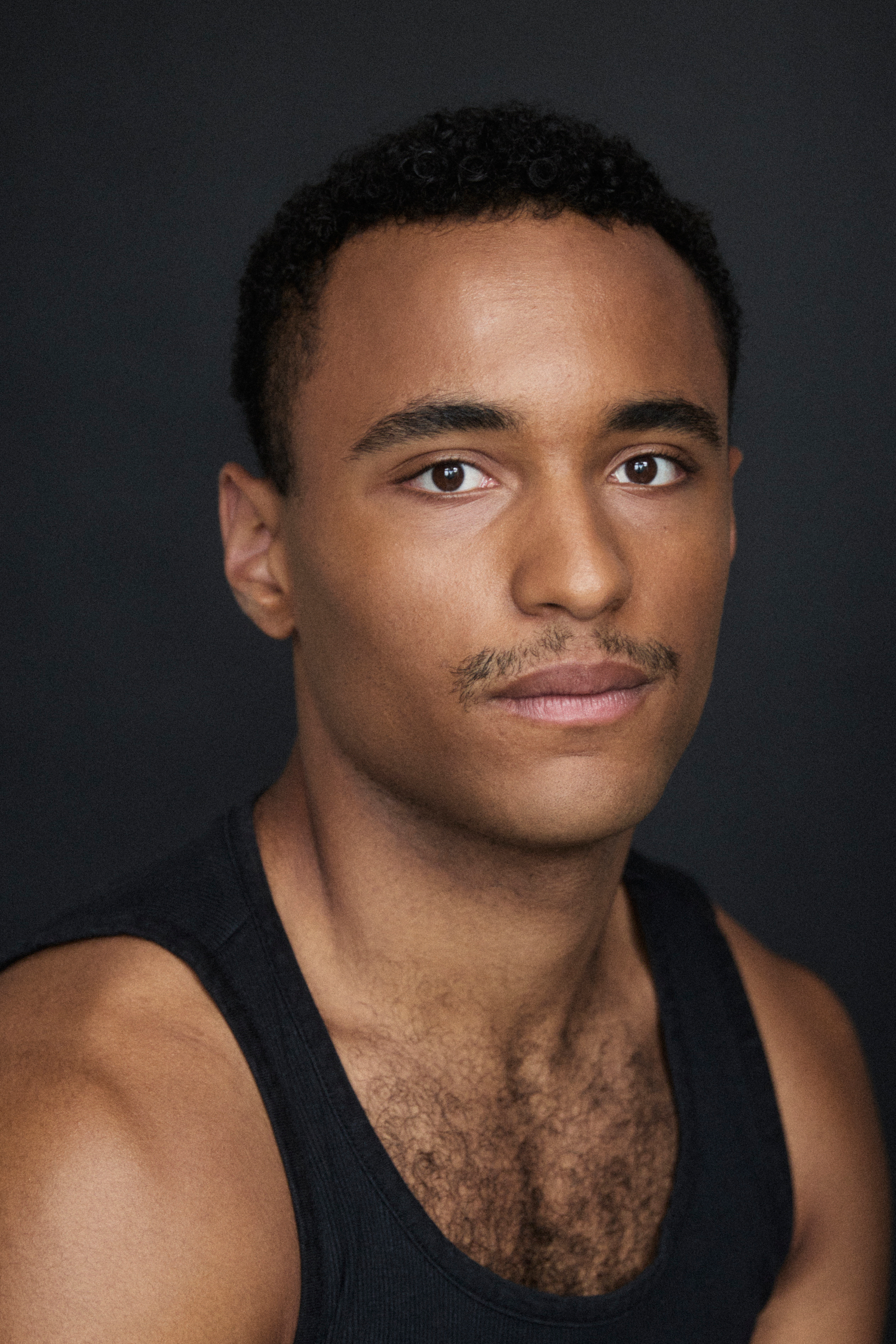
Noah Tinwa (2023)

Noah Tinwa (* 2. Dezember 2001 in Berlin-Wilmersdorf) ist ein deutscher Schauspieler.

## Leben und Karriere
Tinwa wuchs in Berlin auf, von wo aus er die Freie Waldorfschule Kleinmachnow besuchte. Er schloss sein Abitur im Juni 2021 ab.
Nach ersten Schauspielerfahrungen am Theater Strahl in Berlin-Schöneberg wirkte Tinwa im Stück Klassenbuch (2017–2019) unter der Regie von Kristo Šagor am Jungen DT mit, in dem er die Rolle des Erik verkörperte, eines asexuellen Jugendlichen, „der sich von der Vielzahl sexueller Identitätsangebote überfordern lässt“. Im P14 Jugendtheater der Volksbühne Berlin spielte er im Stück Go Baby, Go unter der Regie von Zelal Yesilyurt (2019–2020).
Nach ersten Kurzfilmrollen spielte Tinwa 2020 in der dritten Staffel der Jugendserie Wir sind jetzt. Der Kurzfilm Paradiesvogel, in dem Tinwa 2020 einen fragilen Jugendlichen verkörpert, der versucht mithilfe eines Papageis an seiner Freundin festzuhalten, feierte im Januar 2021 Premiere auf dem Max Ophüls Festival 2021. 2023 war Tinwa in seinem ersten Kinofilm The Ordinaries von Sophie Linnenbaum zu sehen. Für den mehrfach ausgezeichneten Film war er ein Jahr später beim Berlin & Beyond Film Festival in San Francisco zu Gast. Im selben Jahr war Tinwa in der Amazon Studios Produktion Luden zu sehen. In der Serie Reeperbahn auf Prime Video spielte Tinwa 2023 den transsexuellen Zuhälter Bernd Kühne.
2024 spielte Tinwa am Münchner Volkstheater in Sibylle Bergs In den Gärten oder Lysistrata Teil 2 unter der Regie von Intendant Christian Stückl.
Seit Januar 2025 ist Tinwa in der Prime Video Mockumentary Gerry Star als Koch und Gitarrist Big B zu sehen. Außerdem kehrte er ans Münchner Volkstheater zurück und spielt in Schillers Don Karlos den Marquis von Posa, dessen Darstellung Sabine Leucht im Internetportal Nachtkritik als am überzeugendsten auf der Bühne lobt. Premiere von Stückls zweiter Inszenierung des Stücks war am 3. März 2025.
Tinwa studiert seit 2025 Schauspiel an der Hochschule für Schauspielkunst Ernst Busch.

## Filmografie (Auswahl)
- 2020: Paradiesvogel (Kurzfilm, Max Ophüls Preis)[13]
- 2021: SOKO Kitzbühel Gestohlene Träume (Fernsehserie)[14]
- 2021: Wir sind jetzt (Fernsehserie, 4 Folgen)[15]
- 2022: Hübsches Gesicht (Serie)[16]
- 2022: I Was Never Really Here (Kurzfilm)[17]
- 2023: The Ordinaries (Kino)
- 2023: Luden (Fernsehserie)
- 2023: Doktor Ballouz Besuch (Fernsehserie)[18]
- 2023: Jenseits der Spree „Adrenalin“ (Fernsehserie)[19]
- 2024: Schnell ermittelt – Angelika Wer? (Fernsehserie)
- 2025: Gerry Star (Fernsehserie)[20]

## Theaterrollen (Auswahl)
- 2017: Freie Inszenierung am Theater Strahl
- 2018: Klassenbuch, Junges Deutsches Theater[21]
- 2019: Go Baby, Go, P14/Volksbühne Berlin[22]
- 2020: Creation (Pictures for Dorian) (Gob Squad) Performance
- 2022: Creation (Pictures for Dorian) (Gob Squad)
- 2024: In den Gärten oder Lysistrata Teil 2 (Münchner Volkstheater)
- 2025: Don Karlos (Münchner Volkstheater)[23]